# غينيا الجديدة
غينيا الجديدة جزيرة كبيرة تقع في جنوب غرب المحيط الهادي، شمال أستراليا. تعد ثاني أكبر جزر العالم بعد غرينلاند. النصف الغربي من الجزيرة يحكم بواسطة إندونيسيا (تسمى غرب غينيا الجديدة)، وبقية الجزيرة تمثل معظم مساحة دولة بابوا غينيا الجديدة التي استقلت عن أستراليا في عام 1975. غالبية السكان هم البابوانيون والنغريتو والميلانيسيانيين. احتلها البرتغاليون في عام 1511، وأطلقوا عليها هذا الاسم نسبة إلى ساحل غينيا في أفريقيا الغربية. يقارب عدد سكان الجزيرة 6.9 مليون نسمة.

## الجغرافية
غينيا الجديدة هي جزيرة تقع في شمال البرّ الأسترالي جنوب خط الاستواء. وهي معزولة من قبل بحر آرافورا إلى الغرب ومضيق توريس وبحر المرجان إلى الشرق. في بعض الأحيان تُعتبر الجزيرة الأقرب إلى شرق الأرخبيل الإندونيسي وتقع شمال الطرف الأعلى لأستراليا وخليج كاربنتاريا وشبه جزيرة كيب يورك وغرب أرخبيل بسمارك وأرخبيل جزر سولومون.
من الناحية السياسية، يتألف النصف الغربي من الجزيرة من مقاطعتين في إندونيسيا: بابوا وبابوا الغربية. يشكل النصف الشرقي البرّ الرئيسي لبلد بابوا غينيا الجديدة.
كثيرًا ما يقارن شكل غينيا الجديدة بشكل طائر الفردس (الموطن الأصلي له في الجزيرة)، وينتج عن ذلك الأسماء المعتادة لطرفي الجزيرة: شبه جزيرة رأس الطائر في الشمال الغربي (فوجيلكوب بالهولندية، كيبالا بوروندي في إندونيسيا؛ والمعروف أيضًا باسم شبه جزيرة دوبيراي)، وشبه جزيرة ذيل الطيور في الجنوب الشرقي (المعروف أيضًا باسم شبه جزيرة بابوان).
يهيمن العمود الفقري للجبال الشرقية الغربية، مرتفعات غينيا الجديدة، على جغرافية غينيا الجديدة التي تمتد على أكثر من 1600 كم (1000 مي) عبر الجزيرة إلى جانب العديد من الجبال التي تزيد على 4000 متر (13،100 قدم). يحتوي النصف الغربي من الجزيرة على أعلى الجبال في أوقيانوسيا إذ تبلغ أعلى نقطة لها، بونتشاك جايا، ارتفاع 4884 متر (16،023 قدم). يصل ارتفاع خط الشجر إلى حوالي 4000 متر (13،100 قدم) وتحتوي أطول القمم على أنهار جليدية ثلجية، والتي بدأت في التراجع منذ عام 1936 على الأقل. ثمّة سلاسل جبلية أخرى أصغر حجمًا تقع في شمال وغرب النطاقات الوسطى على حد سواء. باستثناء المرتفعات العالية، تتمتع معظم المناطق بمناخ رطب دافئ على مدار السنة مع بعض التباين الموسمي المرتبط بالرياح الموسمية الشمالية الشرقية.
من السمات الرئيسية الأخرى هي الأراضي المنخفضة الجنوبية والشمالية الشاسعة. تمتد هذه الأراضي لمئات الكيلومترات وتشمل الغابات المطيرة في الأراضي المنخفضة والأراضي الرطبة واسعة النطاق وأعشاب السافانا وبعض أكبر مساحات غابات جبلية في العالم. تُعدّ الأراضي المنخفضة الجنوبية موقعًا لحديقة لورنتز الوطنية، وهي موقع للتراث العالمي لليونسكو. تنجرف الأراضي المنخفضة الشمالية بشكل رئيسي من قِبَل نهر مامبيرامو وروافده على الجانب الغربي وأيضًا نهر سيبيك على الجانب الشرقي. وأيضًا الأراضي المنخفضة الجنوبية الأكثر اتساعًا يجرفها عدد أكبر من الأنهار وبالأخص نهر ديجول في الغرب وجزيرة فلاي في الشرق. تقع جزيرة يوس سودارسو بالقرب من مصب نهر ديجول قبالة الشاطئ وهي مفصولة بمضيق ضيق جدًا يُسمى «جدول».
تحتوي غينيا الجديدة على العديد من أنواع النظام الإيكولوجي العالمي: الجليدية والتندرا الألبية وأعشاب السافانا والغابات المطيرة والنظم البيئية الجبلية والأراضي المنخفضة والمناطق الرطبة والنظم البيئية للبحيرات والأنهار والنجيل البحري وبعض أغنى الشعاب المرجانية على كوكب الأرض.

## علاقاتها بالمحيط

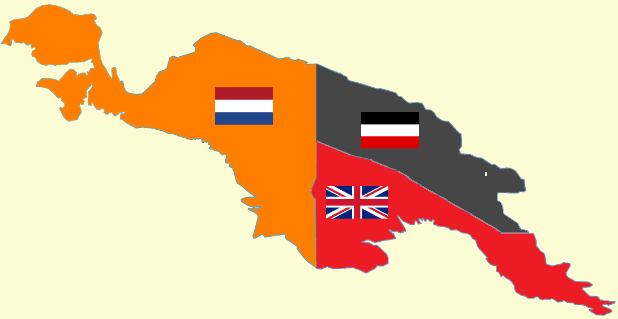
التقسيم الأوروبي بين عامي 1884 و 1919: غينيا الجديدة الهولندية (يسار), غينيا الجديدة الألمانية(أعلى اليمين) الجزء الذي كان محتلا من بريطانيا (أسفل اليمين)

تقع جزيرة غينيا الجديدة إلى الشرق من أرخبيل الملايو حيث يتم تضمينها في بعض الأحيان كجزء من أرخبيل الهند الأسترالية الكبرى. من الناحية الجيولوجية، تُعتبر جزءًا من نفس الصفيحة التكتونية كأستراليا. عندما كانت مستويات سطح البحر في العالم منخفضة، كان الشاطئان المتقاسمان (اللذان يقعان الآن على ارتفاع 100 إلى 140 متر تحت سطح البحر) يقترنان بالأراضي المغمورة الآن في قارة ساهول التكتونية، المعروفة أيضًا باسم أستراليا الكبرى. انفصلت الصفيحتان عندما غمرت المنطقة المعروفة الآن باسم مضيق توريس بعد نهاية العصر الجليدي الأخير.
من الناحية الأنثروبولوجية، تُعتبر غينيا الجديدة جزءًا من ميلانيزيا.
تتميز غينيا الجديدة عن نظيرتها الجنوبية الأكثر جفافًا والأقل خصوبة، أستراليا، بمعدل هطول أمطار أعلى بكثير إلى جانب الجيولوجيا البركانية النشطة. ومع ذلك، فإن المنطقتين تتشاركان مجموعات حيوانية متماثلة، مثل الجرابيات، بما في ذلك الولب والبوسوم وآكل النمل الشوكي. بخلاف الخفافيش وحوالي اثنتين من القوارض الأصلية، لا توجد ثدييات مشيمية أصلية سابقة للإنسان. تم إدخال الخنازير والعديد من الأنواع الإضافية من الفئران وأسلاف كلب غينيا الجديدة المغني مع الاستعمار البشري.
قبل السبعينات، أطلق علماء الآثار على كتلة الأرض البليستوسينية المنفردة اسم أسترالاسيا، على الرغم من أن هذه الكلمة تستخدم في معظم الأحيان لمنطقة أوسع تشمل الأراضي مثل نيوزيلندا، والتي لا تقع على نفس الجرف القاري. في أوائل السبعينات، أدخلوا مصطلح أستراليا الكبرى لقارة البليستوسين. ثم في مؤتمر عام 1975 وما تبعه من تصريحات، وسّعوا اسم ساهول من استخدامه السابق ليصبح اسمًا للقارة بالكامل.

## أعلام
- جورج واتسون
- ويليام فنسنت فيتزجيرالد
- بن أوهارا